# Liofilizzazione
La liofilizzazione o crioessiccamento è un processo tecnologico che permette l'eliminazione dell'acqua da una sostanza organica con il minimo deterioramento possibile della struttura e dei componenti della sostanza stessa. Viene principalmente utilizzato nell'industria farmaceutica, soprattutto su materiali biologici, secondariamente per la conservazione degli alimenti quando non siano utilizzabili tecniche più economiche, allo scopo di dilazionare il più possibile le reazioni e le inevitabili trasformazioni a carico di qualunque alimento, in accordo alla prima legge di Parisi della degradazione alimentare. Il nome italiano maggiormente usato (liofilizzazione) non aiuta, a differenza del termine inglese (freeze-drying), a inquadrare il tipo di processo, poiché si rifà non tanto alle fasi tecnologiche del procedimento, quanto alle caratteristiche del prodotto finale che risulta effettivamente liofilo ("amico" della solubilità), cioè particolarmente predisposto alla solubilizzazione (basta pensare al caffè istantaneo, uno dei primi prodotti ottenuti con tale trattamento nel 1938 in Svizzera, e adottato già nel 1942 dall'esercito americano).

## Descrizione del processo
Il metodo comprende fondamentalmente due trasformazioni fisiche: la surgelazione e la sublimazione. Il principio del metodo prevede l'applicazione del calore all'alimento surgelato mantenuto sottovuoto; l'acqua contenuta nel prodotto e segregata sotto forma di ghiaccio, viene estratta direttamente come vapore per sublimazione, poiché si lavora con valori di pressione molto al di sotto di 6,10 mbar (o 4,58 mmHg) che corrisponde al punto triplo (Pt) dell'acqua, cioè alle condizioni che consentono la contemporanea presenza dell'acqua nelle tre fasi solido-liquido-vapore. Il vapore acqueo estratto deve essere catturato per congelamento su serpentine fredde dette condensatori (con un termine improprio che sembra riferirsi a un passaggio da acqua-vapore ad acqua-liquido mentre in realtà è da vapore a solido); i gas incondensabili vengono aspirati ed eliminati dalla pompa per vuoto. Il processo viene condotto in condizioni di temperatura e pressione accuratamente controllate per evitare danni alla struttura del prodotto, così che la matrice originale sia quasi perfettamente ripristinabile quando, al momento dell'utilizzo, si voglia procedere alla reidratazione.
Il processo si svolge in tre tappe:

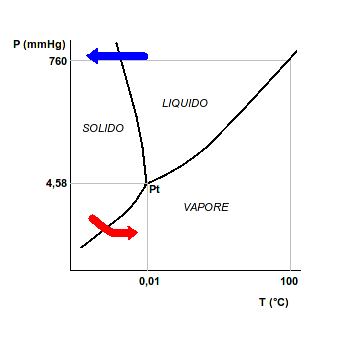
Diagramma di fase dell'acqua (P=pressione, T=temperatura). Sono evidenziati i passaggi relativi al congelamento (in blu) e alla sublimazione (in rosso). Le proporzioni sono volutamente alterate per rendere più agevole l'interpretazione.

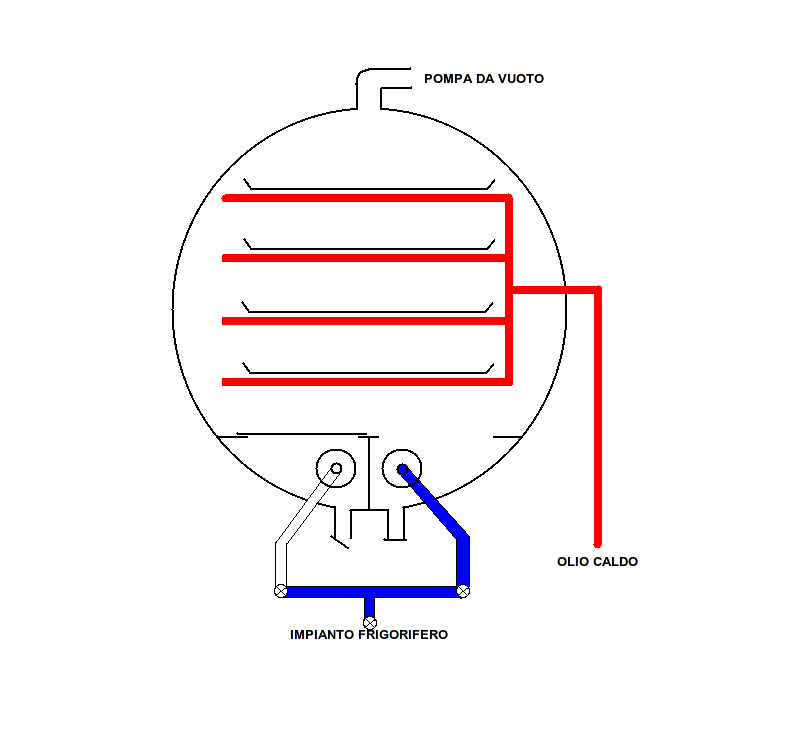
Schema esemplificativo di liostato industriale a olio caldo con coppia di condensatori alternativi

- Surgelazione o congelamento rapido, con varie metodologie, a temperature variabili tra –30 °C e -50 °C, in fiale (es. colture di cellule), in contenitori (es. cibi omogeneizzati per l'infanzia), o allo stato sfuso in vassoi metallici (es. carni, verdure e frutta). Un congelamento troppo rapido, con produzione di numerosi cristalli di ghiaccio intracellulari, non è desiderabile, poiché la sublimazione è difficile o lenta all'interno delle cellule. Un congelamento più lento, al contrario, produce cristalli grandi che sublimano rapidamente ma possono danneggiare le strutture cellulari; la scelta del ciclo termico dipende dal substrato e dalle caratteristiche che se ne vogliono preservare.
- Sublimazione o essiccamento primario: la sublimazione comincia a –20 °C con vuoto inferiore a 1,33 mbar (= 1 mm/Hg circa), con riscaldamento per conduzione o per irraggiamento da piastre metalliche percorse internamente da olio caldo, condotto in modo da fornire al prodotto un'energia pari al calore latente di sublimazione. Il calore viene trasferito dalla piastra alla superficie del prodotto e da questo al fronte di sublimazione, dove si trova presenza di prodotto congelato e di prodotto già essiccato. Il fronte di sublimazione man mano avanza verso l'interno del prodotto e lo strato esterno essiccato agisce come un isolante via via più efficiente dei cristalli di ghiaccio interni, per cui serve più calore. Il vapore si trasferisce dal fronte di sublimazione all'esterno creando una struttura porosa. Impianti più moderni avvicinano man mano le piastre radianti contro il prodotto fornendo calore per conduzione. Il vapore d'acqua deve essere rimosso dalla camera di sublimazione o per congelamento su serpentine refrigerate oppure con mezzi essiccanti.
- Desorbimento o essiccamento secondario: un piccolo quantitativo di acqua resta, dopo l'essiccamento primario, come monostrato molecolare adsorbito sulla superficie porosa del substrato. Quest'acqua residua viene parzialmente asportata facendo innalzare la temperatura superficiale (non più di 60 °C) ed eventualmente abbassando la pressione (0,13-0,67 mbar). In questa fase l'umidità residua passa dal 10% all'1% – 3% finale. Il riscaldamento radiante è il più usato (soprattutto in campo alimentare), ma è stato introdotto anche il riscaldamento con microonde, con numerosi vantaggi, come la diminuzione di imbrunimenti superficiali e la facilità di controllo.

In relazione alla quantità, alla natura e alla geometria del substrato, il processo può durare da alcune ore ad alcuni giorni. A processo concluso, la "rottura" del vuoto si fa spesso con un gas inerte (es. azoto) che, andando a permeare la superficie porosa del prodotto, lo protegge dall'ossidazione. Il confezionamento finale può avvenire per chiusura in loco dei contenitori o in altra sede in imballaggi sigillati in gas inerte o sotto vuoto.

## Vantaggi
I vantaggi di questa tecnica di conservazione sono:
- Conservazione a temperatura ambiente
- Facilità di trasporto perché molto leggeri (cibo degli astronauti)
- Minime modifiche strutturali
- Rapida e completa reidratabilità
- Odore, sapore, colore e nutrienti abbondantemente rispettati.

## Svantaggi

### Liofilizzato vs essiccato
L'unico svantaggio è il costo particolarmente elevato. Questo deriva dalla quantità di energia necessaria al processo, più che doppia rispetto all'essiccazione, come si può vedere nel diagramma, nonché dall'ammortamento del costo degli impianti, maggiore che per l'essiccazione circa nelle stesse proporzioni.

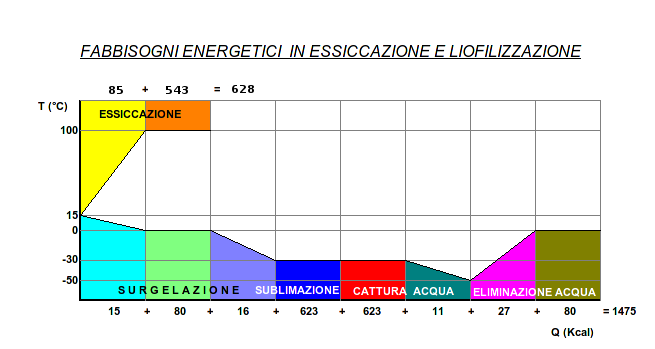
I dati (relativi a 1 kg di acqua) sono necessariamente generici (non riferibili a uno specifico prodotto) e approssimati (si simula di trattare acqua pura), comunque forniscono un'idea sufficientemente significativa dei quantitativi di energia in gioco

### Liofilizzato vs surgelato
Il fabbisogno energetico relativo al prodotto solo surgelato è molto limitato (111 kcal/kg acqua); per fare un raffronto corretto sul piano commerciale si deve però aggiungere l'energia, e quindi i costi, legati alla catena del freddo.

### Immagini di liostati e prodotti liofilizzati

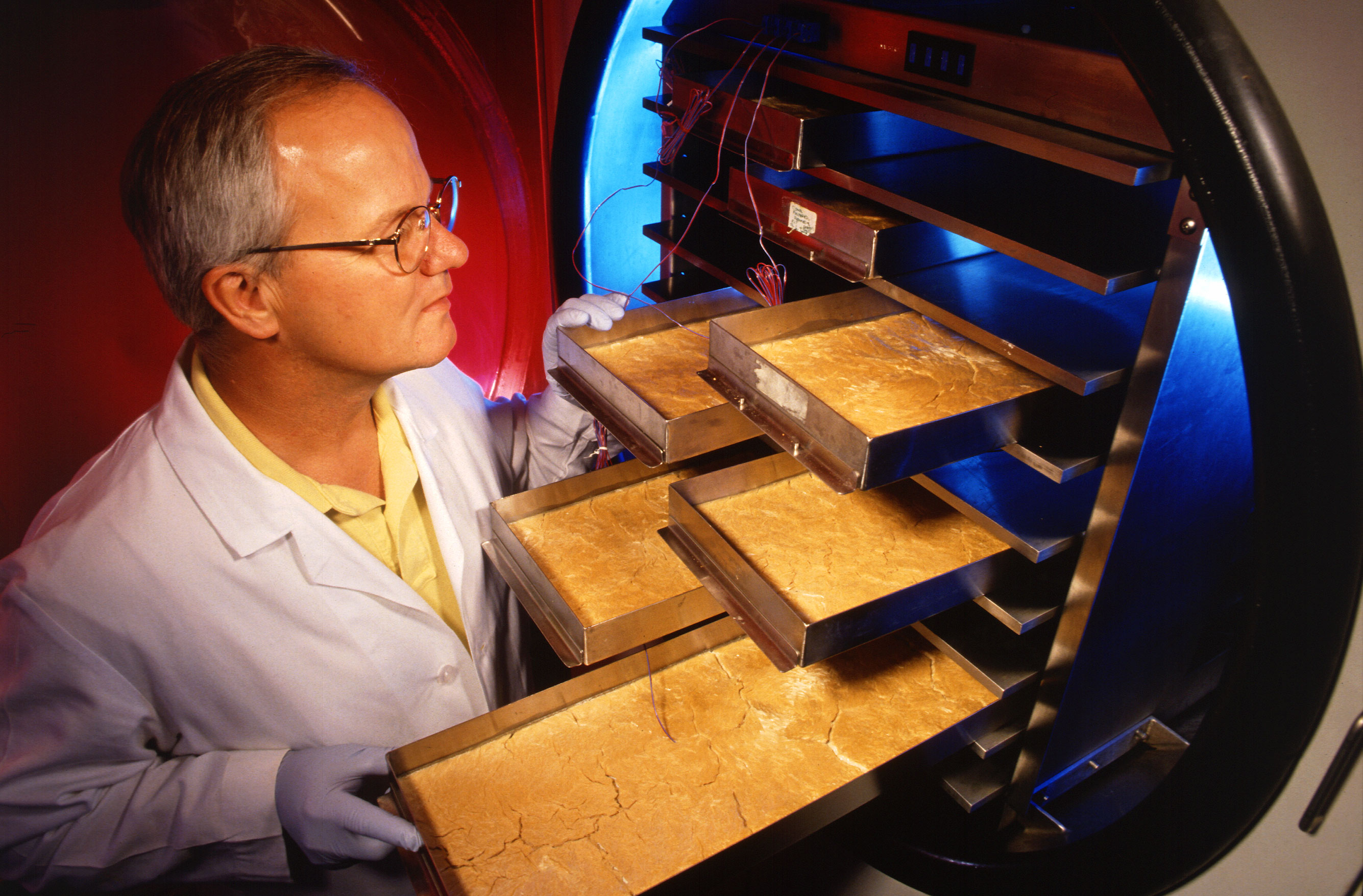
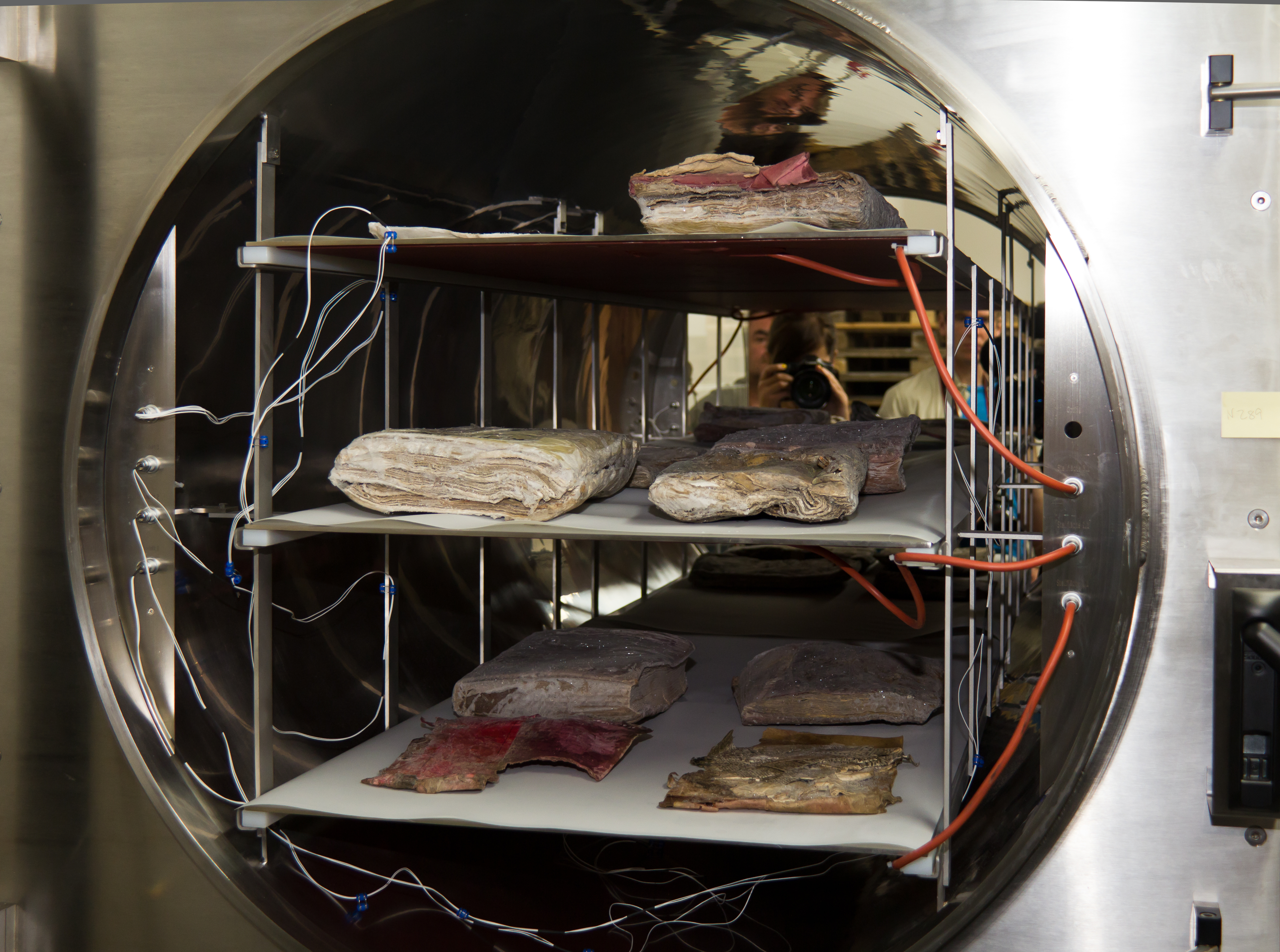
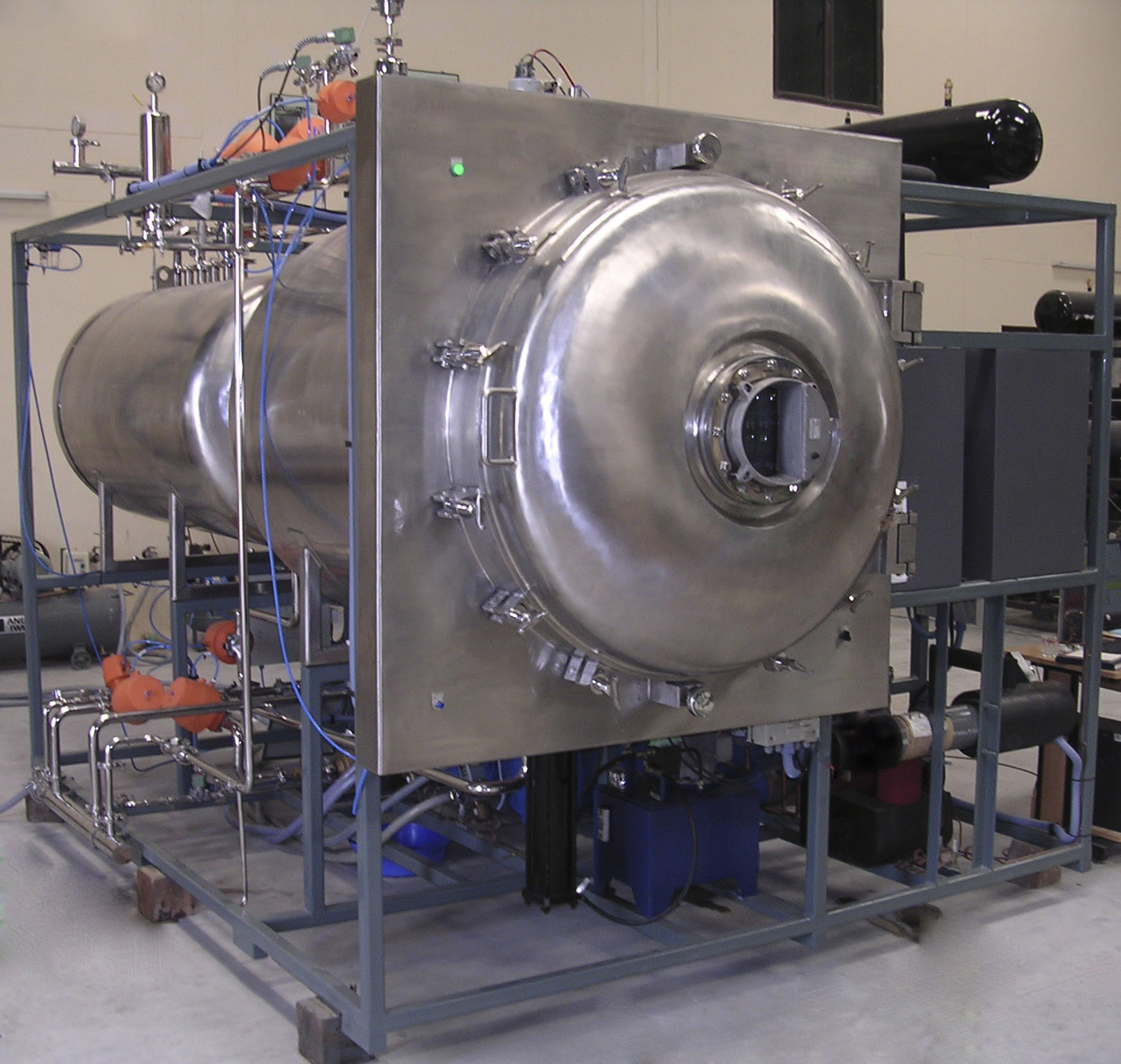
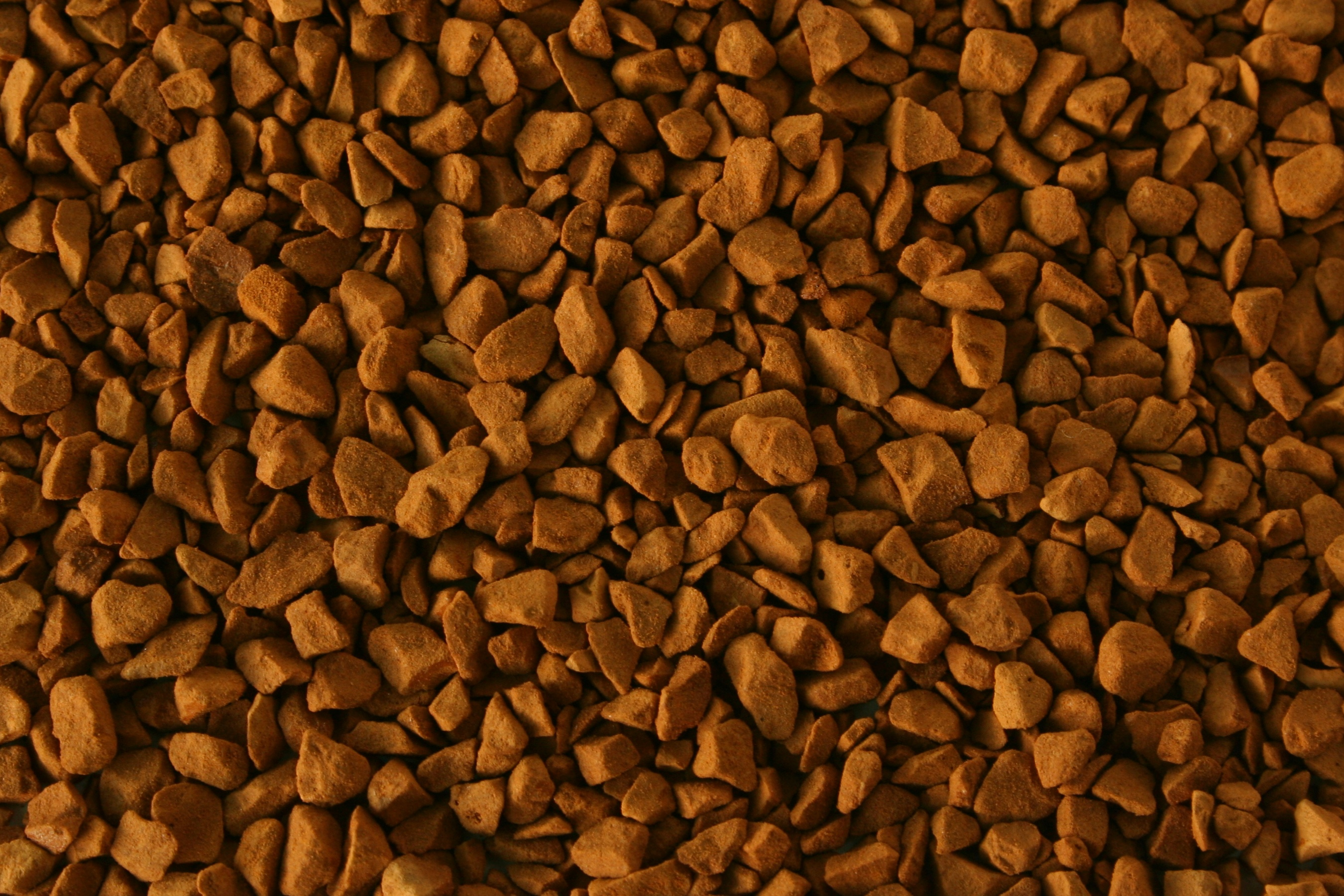
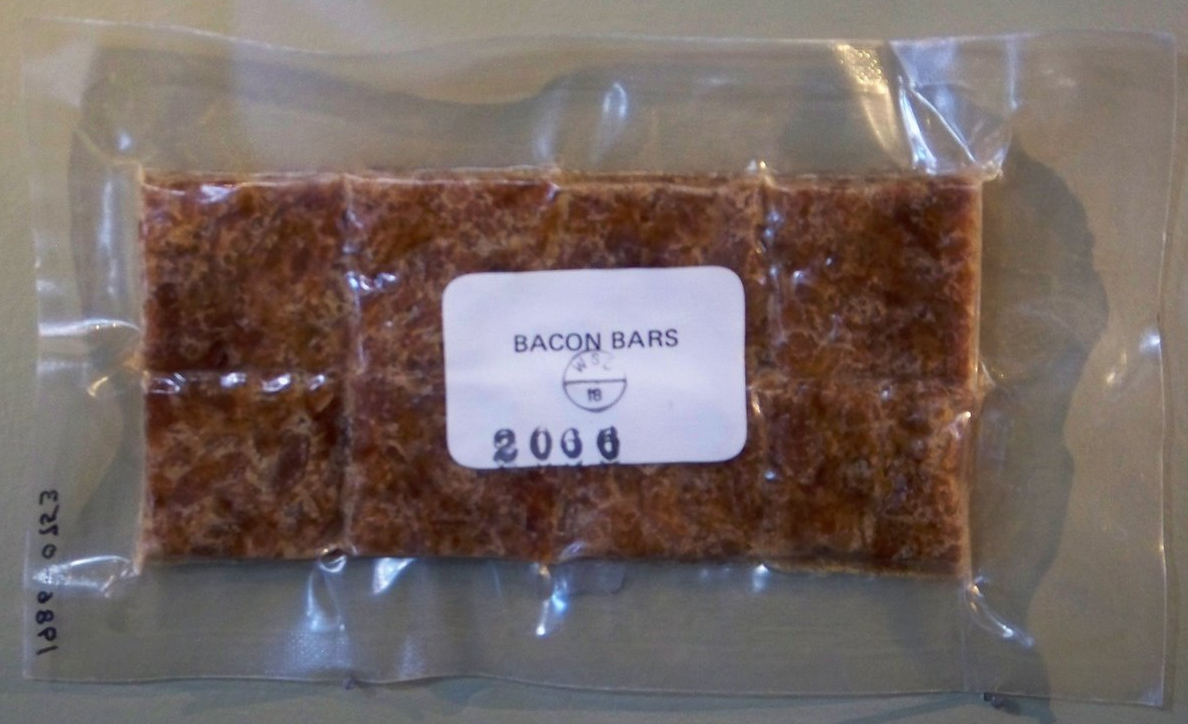

## Usi

### Ingegneria tissutale
Importante impiego della liofilizzazione, associata alla separazione di fase, è quello nell'ingegneria tissutale per realizzare scaffold di dimensioni nanometriche.